# 科尔梅勒勒鲁瓦亚勒
科尔梅勒-勒鲁瓦亚勒（法語：Cormelles-le-Royal，法語發音：[kɔʁmɛl lə ʁwajal] ⓘ）是法国卡尔瓦多斯省的一个市镇，属于卡昂区。

## 地理
科尔梅勒-勒鲁瓦亚勒（49°9'14"N, 0°19'49"W）面积3.48 平方千米，位于法国诺曼底大区卡爾瓦多斯省，该省份为法国西北部沿海省份，北濒大西洋英吉利海峡，东北与滨海塞纳省以海上边界相接，东临厄尔省，南至奧恩省，西与芒什省接壤。
与科尔梅勒-勒鲁瓦亚勒接壤的市镇（或旧市镇、城区）包括：卡昂、格朗特维尔、伊夫、蒙德维尔。
科尔梅勒-勒鲁瓦亚勒的时区为UTC+01:00、UTC+02:00（夏令时）。

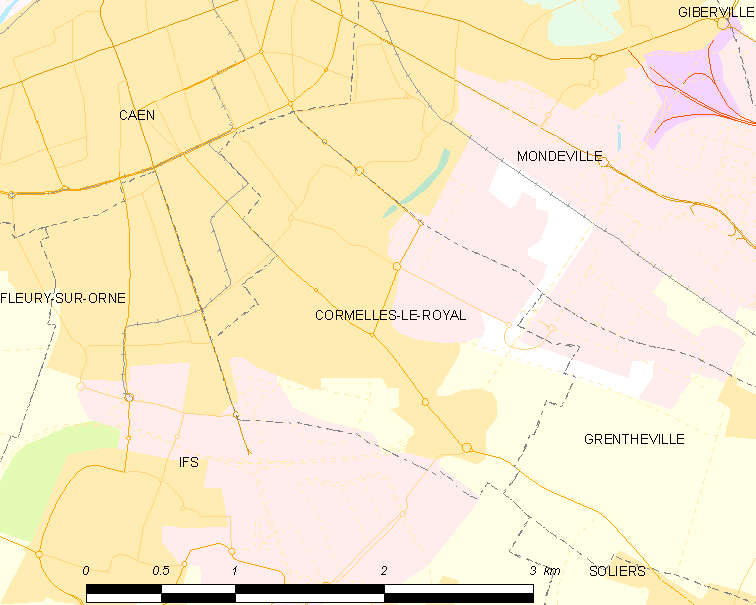
科尔梅勒-勒鲁瓦亚勒的OSM定位图

## 行政
科尔梅勒-勒鲁瓦亚勒的邮政编码为14123，INSEE市镇编码为14181。

## 政治
科尔梅勒-勒鲁瓦亚勒所属的省级选区为伊夫县。

## 人口

1962-2008年间科尔梅勒-勒鲁瓦亚勒人口变化图示

科尔梅勒-勒鲁瓦亚勒于2022年1月1日时的人口数量为5273人。